# Christiane Elisabeth von Münchhausen
Christiane Elisabeth von Münchhausen (geboren 1679; gestorben 21. Februar 1746) war eine deutsche Stiftsdame und Äbtissin des Stiftes Steterburg.

## Leben
Sie war Tochter des Busso von Münchhausen-Apelern und der Anna Sophie von Grapendorff. 1697 trat sie als Stiftsdame in das Stift Steterburg ein. Dieses leitete sie von 1732 bis zu ihrem Tod.